# David Gögh
David Gögh (* 20. August 1981 in Prag) ist ein ehemaliger tschechoslowakischer Fußballspieler.

## Karriere

### Vereine
David Gögh begann siebenjährig in der Jugendabteilung von Sparta Prag mit dem Fußballspielen. Als er mit 16 Jahren in die Jugendabteilung des FC Bayern München wechselte, galt er als eines der größten Talente des tschechischen Fußballs. Nach drei Spielzeiten rückte er zur Saison 2000/01 in die Amateurmannschaft auf. In Anbetracht der großen Konkurrenz vermochte sich der Mittelfeldspieler jedoch nicht durchzusetzen und bestritt lediglich acht Punktspiele in der Regionalliga Süd, der dritthöchsten Spielklasse in Deutschland. Sein Debüt gab er am 11. November 2000 (16. Spieltag) beim 5:2-Sieg im Auswärtsspiel gegen den FC Rot-Weiß Erfurt mit Einwechslung für Steffen Hofmann in der 88. Minute. Seine sieben weiteren Punktspiele waren ebenfalls durch Einwechslungen geprägt.
Anfang 2001 wechselte David Gögh zum tschechischen Erstligisten FK Mladá Boleslav, für den er in zweieinhalb Spielzeiten 49 Ligabegegnungen bestritt und vier Tore erzielte. 2004 wurde er an den Drittligisten FK Zenit Čáslav ausgeliehen, mit dem er am Saisonende 2005/06 als Meister in die 2. Liga aufstieg. Im Sommer 2006 beendete Gögh aus gesundheitlichen Gründen seine Profikarriere und spielte für die zweite Mannschaft des FK Mladá Boleslav. In der Winterpause 2007/08 wechselte er zur Union St. Roman aus der gleichnamigen Gemeinde in Oberösterreich und verließ den in der 1. Klasse Nordost spielenden Siebtligisten Anfang 2009.

### Nationalmannschaft
Gögh spielte zehnmal für die U-15-Nationalmannschaft, wobei er sein Debüt am 17. September 1996 in Lublaň bei der 0:3-Niederlage gegen die Auswahl Sloweniens gab. In seinem zehnten und zugleich letztem Länderspiel für diese Auswahlmannschaft gelang ihm am 16. April 1997 in Otrokovice, beim 4:0-Sieg über die Auswahl der Ukraine, mit dem Treffer zum Endstand in der 71. Minute sein einziges Tor.
Für die U-16-Nationalmannschaft bestritt er fünf Länderspiele, wobei er am 3. September 1997 in Grójec (Polen), beim 1:1-Unentschieden gegen die Auswahl Dänemarks, debütierte. Für die U-18-Nationalmannschaft kam er einzig am 23. März 2000 in Otrokovice beim 2:0-Sieg gegen die Auswahl Kroatiens zum Einsatz.